# محمود عبد الرحمن عبد الله
محمود عبد الرحمن عبد الله (8 يوليو 1984)، لاعب كرة قدم بحريني يلعب لصالح النادي الأهلي البحريني في مركز الوسط المهاجم منذ عام 2002.